# Piano
|  | Per a altres significats, vegeu «Piano (Còrsega)». |

El piano, també anomenat pianoforte, és un instrument musical classificat com un instrument de teclat de corda percudida segons el sistema de classificació tradicional, i segons la classificació de Hornbostel-Sachs, pertany al grup 314.122 de les cítares amb ressonador de capsa, és a dir, fet a peces, com si fos una caixa.
El nom de piano deriva del nom original en italià de l'instrument, pianoforte (piano: "suau" i forte: "fort"), i en seria l'abreviatura. Va ser anomenat així pel seu primer constructor, Bartolomeo Cristofori, que deixà escrit: clavicèmbal col piano e forte (literalment "clavecí amb [sons] fluixos i forts"). Això es refereix a la capacitat del piano per a produir sons amb diferents intensitats, depenent del pes que es fa a les tecles, capacitat que no tenia el clavecí i altres instruments anteriors.
El piano està compost per una caixa de ressonància i un teclat de 88 tecles, aproximadament unes 7 octaves, encara que pot variar segons models i èpoques. Les tecles accionen un mecanisme de martellets folrats de feltre que colpegen les cordes d'acer, fent que aquestes emetin un so. Les vibracions es transmeten a través dels ponts a la taula harmònica, que els amplifica. Està format per una arpa cromàtica de cordes múltiples, accionada per un mecanisme de percussió indirecta, a la qual se li han afegit apagadors. També hi ha uns pedals que serveixen per a modificar el so.
La persona que toca el piano rep el nom de pianista.

## Història
El pianoforte va ser un instrument inventat cap a l'any 1690 per l'italià Bartolomeo Cristofori. Entre els seus antecessors es troben instruments com la cítara, el monocordi, el dulcimel, el clavicordi, el clavecí i el clavicèmbal.
Al llarg de la història han existit diferents tipus de pianos, però els més comuns són el piano de cua i el piano vertical o de paret. L'afinació del piano és un factor primordial en l'acústica de l'instrument i es realitza modificant la tensió de les cordes de manera que aquestes vibrin en les freqüències adequades.
En la música occidental, el piano es pot utilitzar per a la interpretació solista, per la música de cambra, per a l'acompanyament, per ajudar a compondre i per assajar. Les primeres composicions específiques per a aquest instrument sorgiren al voltant de l'any 1732, i entre elles destaquen les 12 sonates per a piano de Lodovico Giustini titulades Sonate da cimbalo di piano e forte detto volgarmente di martelletti. Des d'aleshores, molts han estat els compositors que han escrit obres per a piano i en molts casos aquests mateixos compositors han estat grans pianistes, amb figures com Wolfgang Amadeus Mozart, Ludwig van Beethoven, Frédéric Chopin i Franz Liszt. Va ser l'instrument representatiu del romanticisme musical i ha tingut un paper rellevant en la societat, especialment entre les classes més benestants dels segles xviii i xix. També és un instrument destacat en la música de jazz.

## Estructura

### Mecanisme de percussió

Gràfic on es mostra el mecanisme de percussió d'un piano de cua: (1) tecla, (2) pilotí, (3) Pont, (4) pilotí de la fuita, (5) palanca d'escapament, (6) cargol de vora del martellet, (7) rodet, (8) braç del martellet, (9) palanca de repetició, (10) cap de martellet, (11) empènyer, (12) palanca de l'apagada, (13) apagats, (14) cullera d'apagar, (15) apagat, (16) corda, (17) marc, (18) grapa, (19) enganxall de la corda i (20) somier.

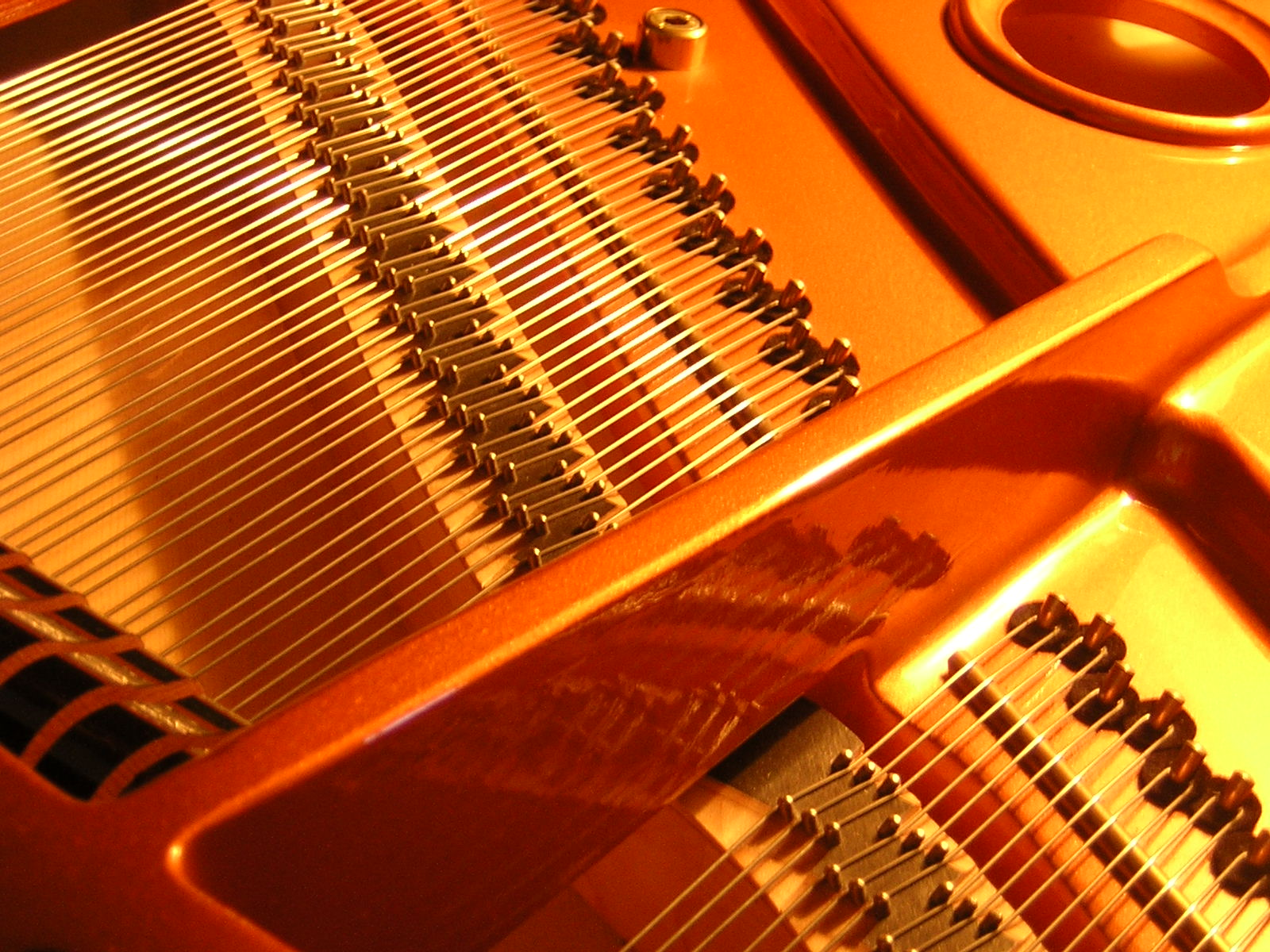
Interior d'un piano de cua

El funcionament bàsic del mecanisme d'un piano és el següent: quan una tecla és premuda, la palanca que està situada a l'extrem oposat s'eleva i el martellet associat a ella es posa en moviment en direcció a la corda que és alliberada per l'apagada just abans de la percussió. Després del cop del martellet a la corda es produeix el so i tot seguit aquest cau fins a ser recollit per la grapa, també coneguda com a Atrape, a una distància aproximada de 2 centímetres. En aixecar la tecla, aquesta allibera el conjunt de palanques de la fuita i el martellet torna a estar disponible per a tornar a tocar la corda. Si retirem la pressió per complet, tot el sistema torna al seu estat inicial de repòs en què els apagats tenen la missió primordial d'interrompre el so.

### Caixa de ressonància

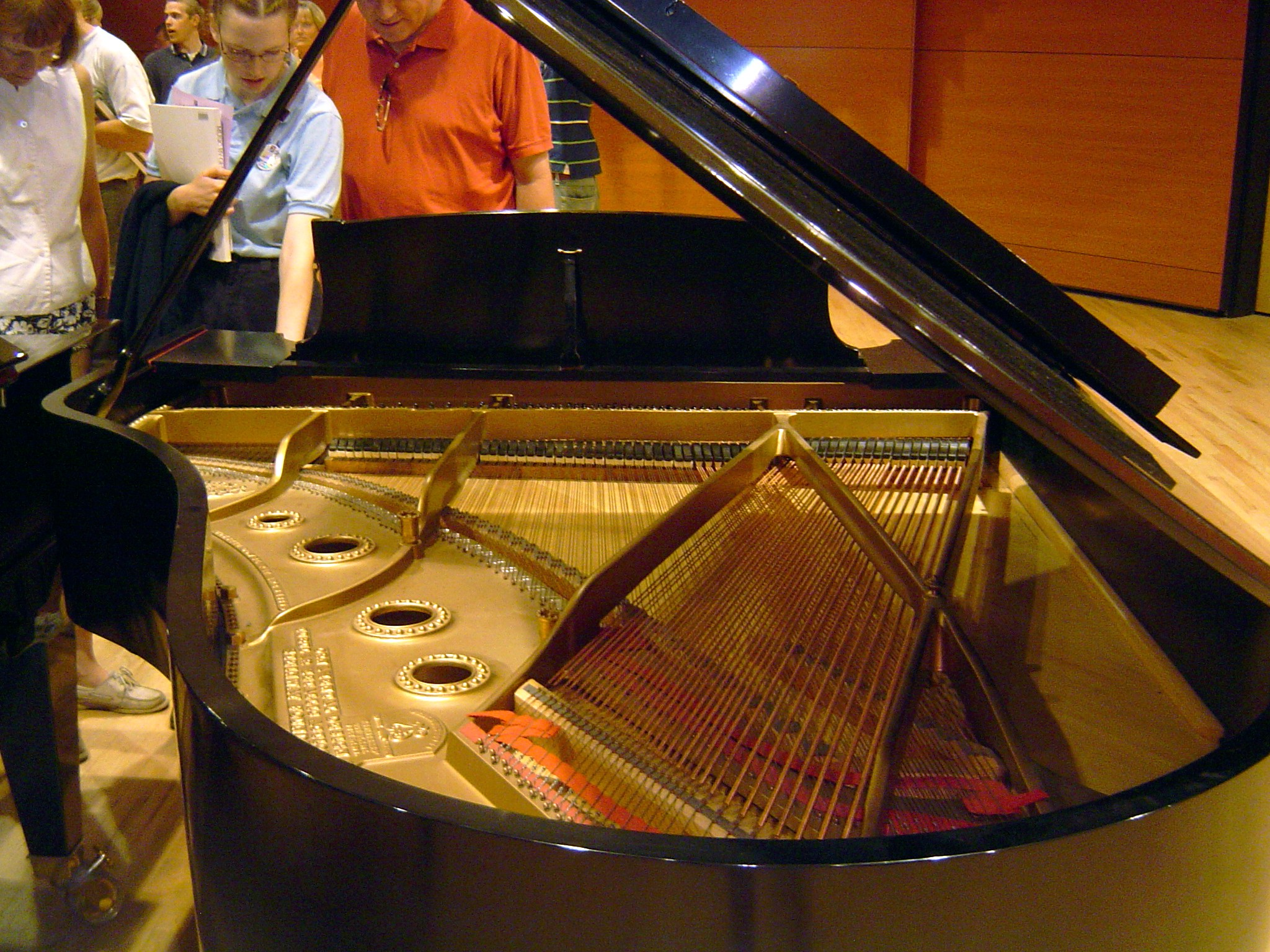
Caixa de ressonància d'un piano de cua

La caixa de ressonància, també anomenada moble, és el recinte tancat del piano, que té la finalitat d'amplificar o modular el so. És una part primordial del piano, ja que, a més d'amplificar i modular el so, és un factor decisiu en el timbre de l'instrument. És important la qualitat de la fusta amb la qual és fabricada, el nombre de peces amb les quals és construïda i la seva estructura.
La caixa és formada per una tapa superior, una tapa inferior, anomenada taula harmònica; i una "faixa", que és una secció de fusta que uneix les dues tapes, amb formes corbades mitjançant un procés de premsatge amb calor. A l'interior es troba el bastidor, que és una estructura de reforç de les tapes i serveix per controlar la vibració, i l'ànima.

#### Taula harmònica

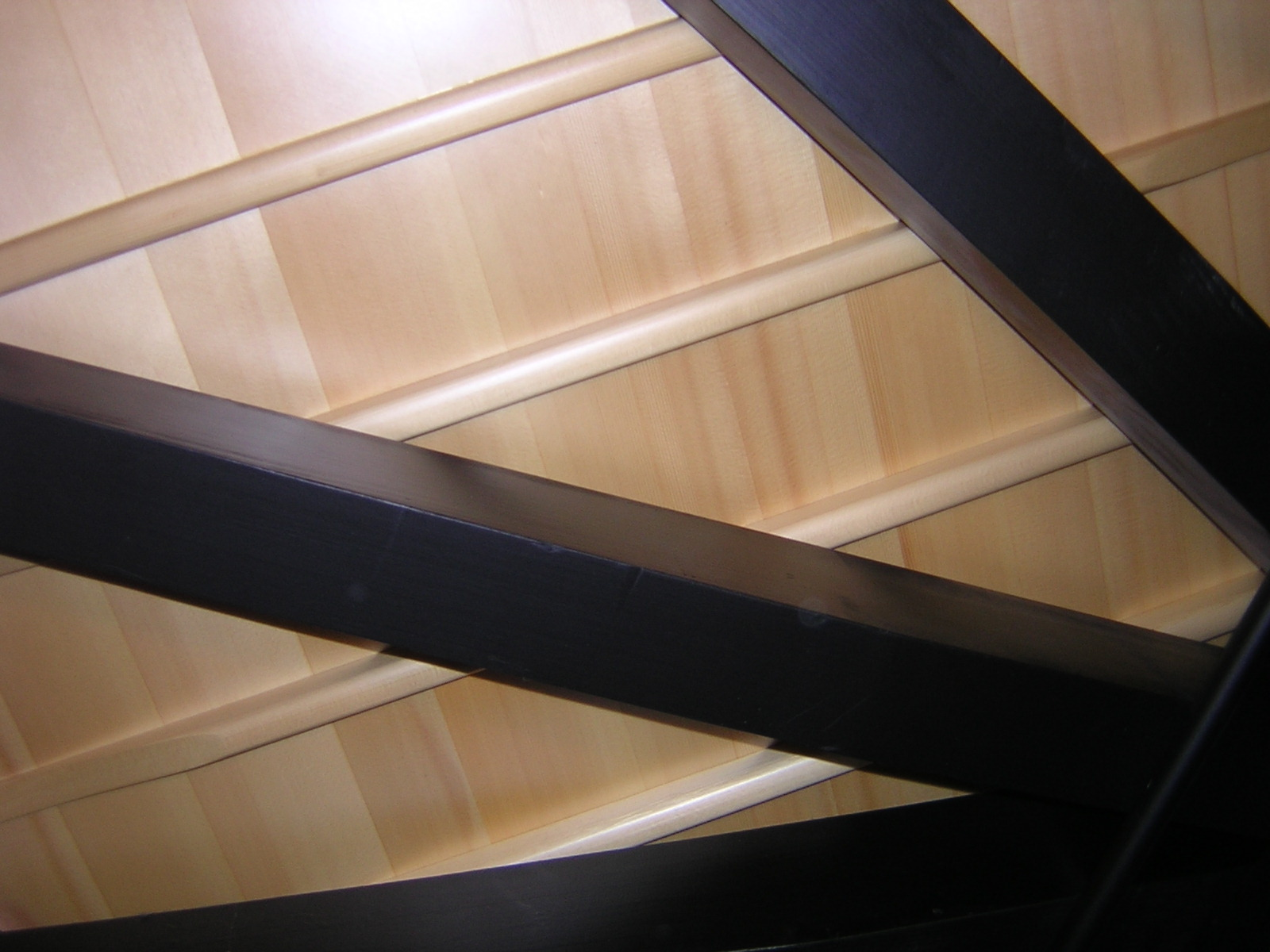
Taula harmònica d'un piano de cua

La taula harmònica és composta per la taula pròpiament dita, les barres harmòniques, els ponts de so i els barratges. La taula harmònica se situa sota i darrere de les cordes del piano. És una superfície de fusta laminada que varia de gruix, des del centre als costats, al llarg de la seva superfície. Pot anar dels 12 als 15 mil·límetres depenent de la mida de l'instrument i el criteri del fabricant. La taula està formada per una sèrie de llistons d'entre 10 i 15 centímetres d'amplada units entre si mitjançant cola. És l'autèntic element de ressonància de l'instrument i la seva funció és amplificar el so produït per les cordes, que al seu torn és transmès a les mateixes a través del pont tonal.
La qualitat i homogeneïtat de la fusta amb la qual és fabricada la taula harmònica és de summa importància. En un piano de cua modern, sol estar construïda generalment en fusta d'avet i té un gruix de 8 mil·límetres, el doble de la d'un pianoforte. S'usa la fusta de l'avet per a la fabricació de la taula harmònica del piano i altres instruments perquè té el millor coeficient entre resistència mecànica, que permet suportar l'enorme pressió de les cordes, i lleugeresa, que afavoreix la captació de les vibracions més subtils de les cordes. La taula harmònica té una lleugera curvatura d'uns 18 metres de radi, difícilment apreciable a primera vista, que contribueix a fer que la taula resisteixi la pressió de les cordes i al mateix temps s'incrementi considerablement la ressonància de l'instrument.
Les barres harmòniques són un conjunt de llistons fabricats amb el mateix material que la taula harmònica, generalment avet, units a la taula mitjançant cola per sota. L'encolatge és en sentit perpendicular a la veta de la taula per a fer uniforme la rigidesa del conjunt. La quantitat de barres harmòniques varia entre 8 i 14, en funció de la mida de l'instrument, i les dimensions són de 2 centímetres d'alt per dos de llarg aproximadament. Les barres més llargues estan situades al centre de la taula i tenen un gruix més gran, mentre que les més curtes se situen en els extrems i són més primes.
Els ponts de so van encolats al centre de la taula i en la part superior d'aquesta. Serveixen per a transmetre la vibració de les cordes a la taula harmònica. La forma que tenen es deu a la disposició de les cordes sobre la taula, perquè cal que la longitud d'aquestes s'incrementi des de les notes més agudes a les més greus.
Els barratges són l'estructura bàsica del piano, i tenen la finalitat de suportar tots els elements. Se situen sota la taula harmònica, a la qual van adherits mitjançant cola. En depenen tant la solidesa com la durada en el temps de l'instrument i aporten estabilitat enfront de possibles canvis climàtics, tensions internes, agressions externes o qualsevol altra classe de deformació.

#### Tapa superior
La tapa superior de la caixa té una doble funció: tancar el moble i projectar el so cap al públic. Aquesta tapa es pot col·locar en diverses posicions segons la potència requerida i l'acústica de la sala. En àmbits domèstics o en aules d'estudi o de classe petites, la tapa sol estar tancada.

#### Bastidor
El bastidor és una carcassa de barres primes que solen ser de ferro. Al cordal, situat en l'extrem posterior, s'ajusten les cordes i en el claviller, situat al frontal, hi ha les clavilles d'afinació. Al voltant d'aquestes s'enrotlla l'altre extrem de la corda. Cal afinar correctament cada corda. Això s'aconsegueix enroscat l'extrem final de cadascuna d'elles en un eix inserit en el claviller, obtenint un to més agut o greu segons el sentit de gir.

### Cordes

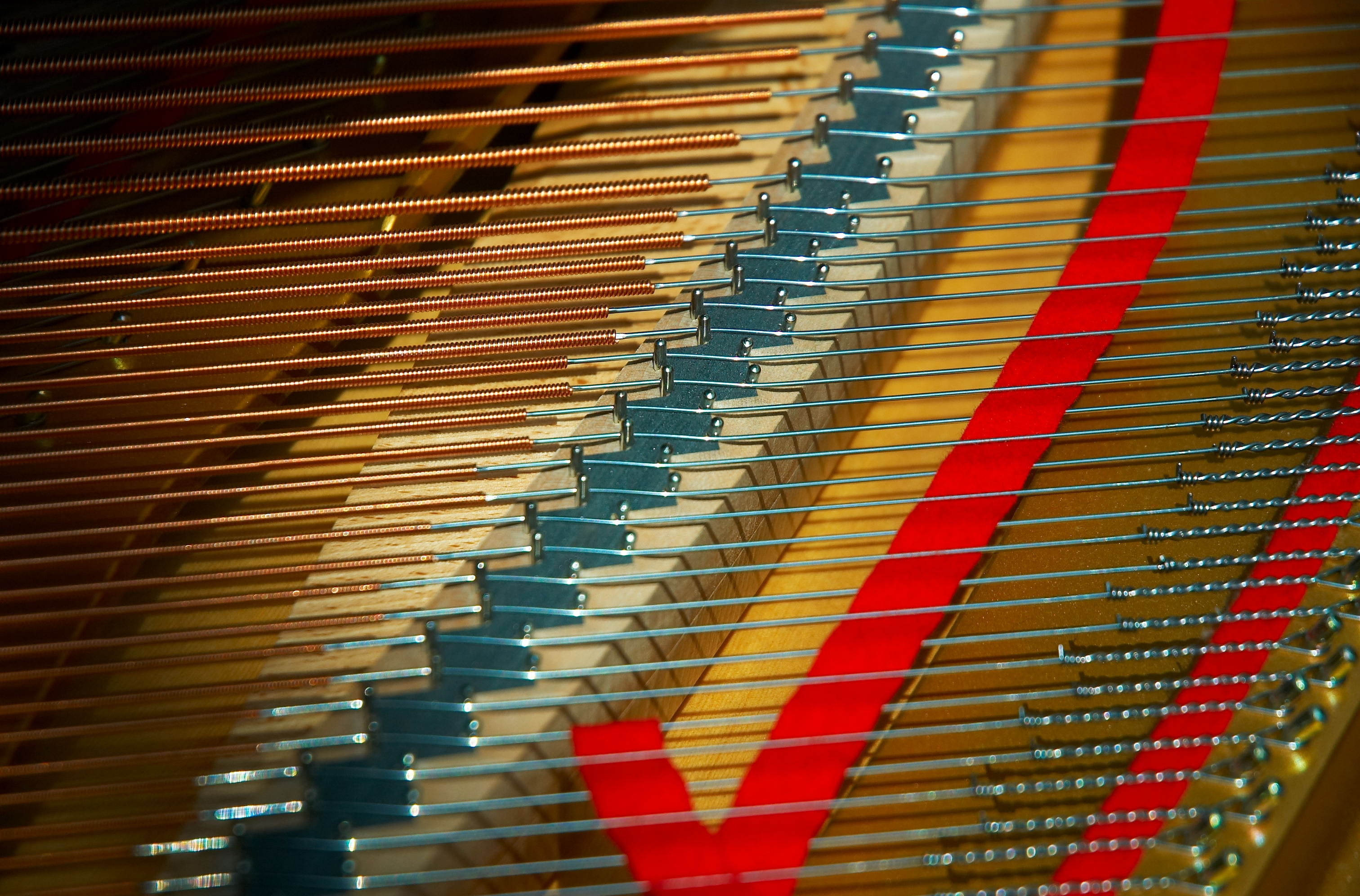
Cordes d'un piano. Es pot observar que les cordes de la part superior, corresponents a les notes més greus, són més gruixudes i les de la part inferior, corresponents a les notes més agudes, són d'un gruix inferior.

Les cordes són l'element vibratori que origina el so en el piano. Són segments formats per un material flexible que romanen en tensió de manera que puguin vibrar lliurement, sense que provoqui una distorsió de l'ona acústica. La tensió de les 224 cordes pot arribar a assolir l'ordre de les 15 a 20 tones-força, i depèn proporcionalment de les dimensions de l'instrument.
Els bordons són les cordes de major longitud i pertanyen al registre greu més extrem de l'instrument. Hi ha una única corda per tecla i estan fabricats en acer, amb un contingut de l'1% de carboni, i entorxat amb fils de coure. Aquest entorxat té la missió d'afegir un cert pes i homogeneïtat a la vibració, de manera que la corda assoleix l'altura sonora desitjada, mentre la manté prou prima i flexible per tocar. En el registre greu es col·loquen dues cordes per tecla afinades a l'uníson i en el registre agut, tres. Les cordes per al registre agut estan fabricades exclusivament amb acer. La longitud i gruix disminueix proporcionalment des del registre greu, cordes més llargues i gruixudes, fins al registre agut, de menor gruix i longitud. La longitud de les cordes més greus incideix proporcionalment a les dimensions exteriors de l'instrument. Per tant, una major longitud de les cordes implica una major cua del piano el que incrementa la qualitat de so. Passa el mateix amb l'altura de la caixa del piano de paret.
La fabricació d'una corda per a piano es realitza mitjançant un procés de trefilat, que consisteix en la reducció de la secció d'una corda de diàmetre gruix i fer passar a través d'un orifici cònic calibrat practicat en un disc de material més dur que la corda. Després d'aquest procés s'obté una corda amb un diàmetre exactament calibratge. En iterar aquest procés amb forats cada vegada més petits s'obtenen altres tantes cordes amb sengles calibres.
Antigament, el filferro de llautó era trefilat mitjançant discs d'acer. Les cordes d'acer actuals es trefilen mitjançant discs de materials més durs que l'acer, com el diamant o el robí. Aquest procediment va ser inventat el 1819 per Brockedon al Regne Unit, i continua sent utilitzat en la fabricació de cordes per als pianos moderns.

### Teclat

Teclat d'un piano amb les notes del pentagrama que li corresponen segons el seu registre.

Pràcticament tots els pianos moderns tenen 88 tecles, 36 negres i 52 blanques. El nombre de tecles en els teclats s'ha incrementat amb el temps. Al segle xviii els clavecins tenien poc més de 61 tecles (fins a cinc octaves), mentre que la majoria dels pianos fabricats des del 1870 tenien 88 tecles.
Els pianos moderns tenen un registre de set octaves i una tercera menor, és a dir, des del la-2 fins al do₇. Tanmateix, molts pianos tenen un registre de set octaves (85 tecles), és a dir, des de la-2 fins la₆ i alguns fabricants amplien el seu registre cap a algun dels dos extrems, l'agut o el greu. Per exemple, un piano Bösendorfer 225 té 92 tecles i un Bösendorfer 290 Imperial en té 97. Els orgues generalment tenen 61 tecles en el manual (part de l'orgue que es toca amb les mans).
El pes de les tecles és un factor molt important del teclat d'un piano. En un piano acústic (de cua o vertical), el pes de les tecles està directament relacionat amb el mecanisme de percussió del martellet, que colpeja la corda dins de la caixa de ressonància. En un piano electrònic la sensació de pes que té lloc en els pianos acústics és reproduïda mitjançant un mecanisme de martell sota de cada tecla.

### Pedals

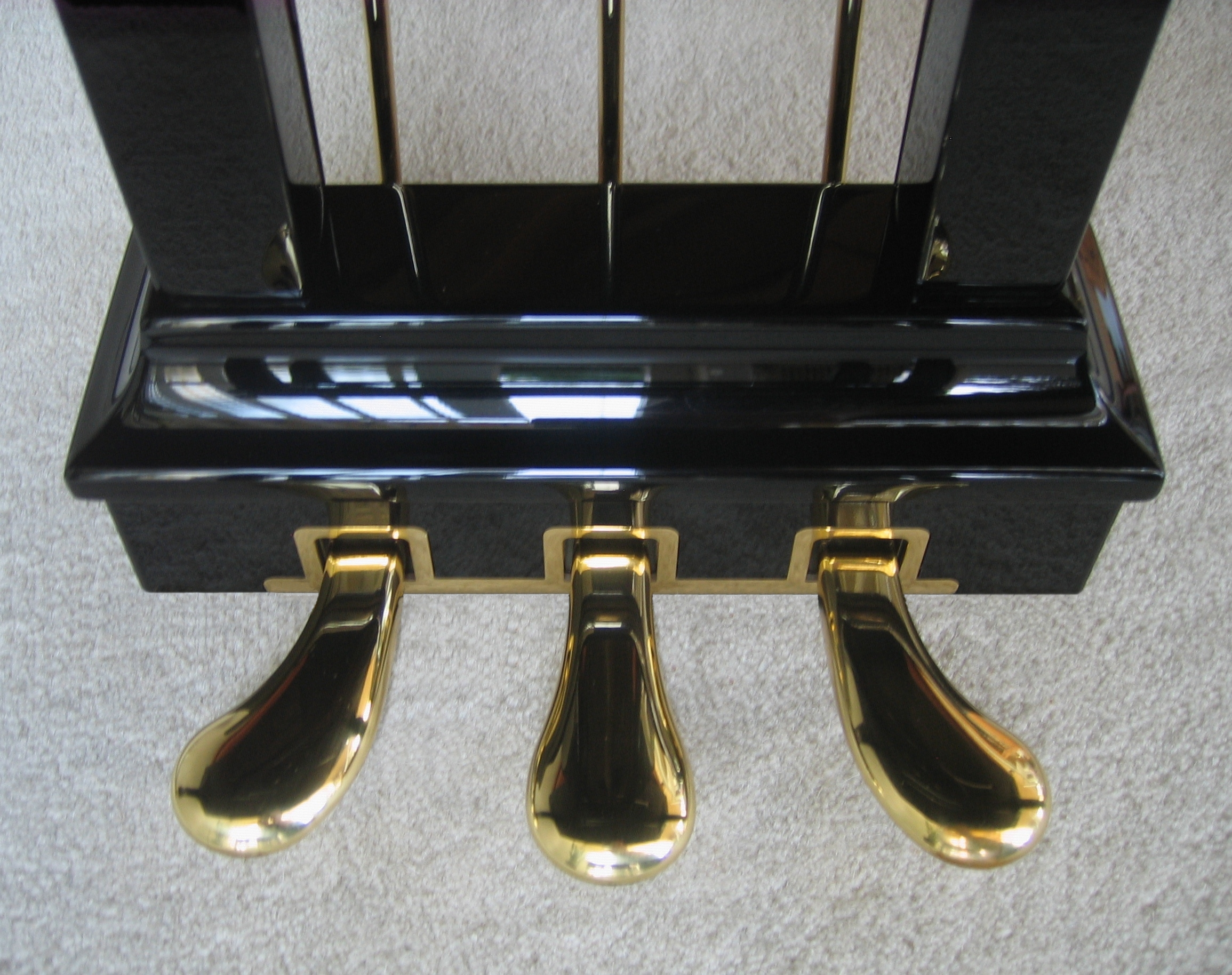
Els tres pedals d'un piano de cua, d'esquerra a dreta, són: el pedal unicordi o una corda, el pedal tonal i el pedal de ressonància.

Un piano modern té tres pedals. A principis del segle xx, els pianos tenien tan sols el pedal de ressonància i el pedal una corda. Però en èpoques anteriors es va experimentar molt, amb registres de llaüt, fagot i altres efectes fins i tot més extravagants, no sent rar trobar pianos antics amb més de quatre pedals. Beethoven va posseir un piano Érard amb 4 pedals, un d'ells partit, la qual cosa feia un total de 5 pedals.
En un piano de cua modern els tres pedals s'anomenen respectivament unicordi, tonal i de ressonància.
- El pedal unicordi es troba a l'esquerra i desplaça els martellets cap a un costat, de manera que, segons l'ajustament que se li doni, els martellets colpegen sobre dues de les tres cordes i en la zona del feltre on habitualment no ho fan.
- El pedal tonal central (també anomenat "pedal de sostenuto", "sostingut" en italià) (que també es troba en alguns models verticals de Yamaha), serveix per a crear l'efecte anomenat nota pedal, que consisteix a mantenir durant un temps determinat la mateixa nota o acord; a diferència del pedal de ressonància, la nota pedal no es veu alterada per les que es toquin després.
- El pedal de ressonància en ser trepitjat allibera els apagats de les cordes, la qual cosa permet que la nota segueixi sonant encara que s'hagi deixat de prémer la tecla, afegint a més una gran quantitat d'harmònics d'altres cordes que vibren per simpatia, augmentant d'aquesta manera el volum sonor i, si escau, barrejant notes, acords i harmonies diverses. Usat amb destresa, també permet petits efectes subtils d'expressió, cantabile, fraseig o accentuació.

La disposició en un piano vertical és lleugerament diferent. El pedal d'aproximació es troba a l'esquerra, però en aquest cas difereix del piano de cua. En prémer el mecanisme s'apropen els martellets a les cordes, amb la qual cosa, a menor distància per percudir, menor acceleració de la tecla, així que senzillament es redueix el volum sonor. En ser trepitjat el pedal sordines, situat al centre, s'interposa una tela entre els martellets i les cordes, la qual cosa redueix enormement el so i permet tocar el piano sense molestar a altres persones. I, finalment, el pedal dret és el de ressonància, l'únic que és comú als dos tipus de piano. En els verticals, el seu funcionament és exactament el mateix. El constructor britànic de pianos John Broadwood fou el primer a incorporar els pedals a aquest instrument, l'any 1782.

## Antecessors

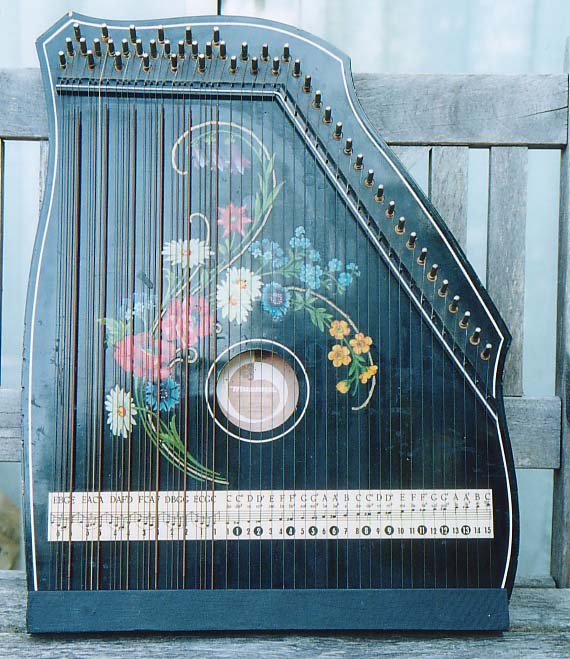
La cítara és l'antecessor més antic del piano i data de l'edat del bronze.

Igual que moltes altres invencions, el piano va ser fabricat a partir d'altres instruments anteriors. L'instrument musical de corda més antic que inicia la línia evolutiva del piano és la cítara, un instrument originari d'Àfrica i del sud-est d'Àsia que es remunta a l'edat del bronze (al voltant de l'any 3000 aC). La cítara era un conjunt de cordes tenses disposades sobre una taula que es feien vibrar amb els dits, les ungles o algun altre objecte punxant.
El monocordi va ser un instrument posterior a la cítara, però tenia lleus variacions respecte a aquesta. Estava construït amb una única corda molt més llarga que les cordes que s'empraven en la cítara, que vibrava sobre una petita caixa de ressonància de fusta. Aquest instrument va ser utilitzat per diversos matemàtics al llarg de la història per realitzar els seus estudis, com el grec Pitàgores, que va realitzar els seus estudis sobre les relacions entre els intervals musicals, i Euclides, que va basar la geometria euclidiana en les divisions d'aquest instrument.
Més tard es va inventar el salteri, un instrument construït sobre els principis de la cítara però amb una forma trapezoidal en funció de les diferents longituds de les seves cordes. La taula trapezoidal del salteri, molt més tard, va donar pas al disseny dels primers clavecins. Es pretenia trobar algun tipus de mecanisme que fes que les cordes no estiguessin en contacte amb els dits.
Es van fer bastants experiments, i un d'ells va ser el clavicordi, un instrument que vibrava mitjançant un petit clau o una agulla metàl·lica que era accionada a través d'unes tecles que feien moure l'agulla o clau per a fer vibrar la corda. Després de la creació del clavicordi va néixer el clau, diferenciat del clavicordi perquè per a fer vibrar les cordes utilitzava un plectre o la punta de les plomes dels ocells.
Els primers instruments de corda percudida van ser els dulcimels que procedien del santur, un instrument musical tradicional persa. Durant l'edat mitjana, hi va haver diversos intents per crear instruments de teclat amb cordes percudides. El primer d'ells va ser la viola de roda, que té un origen incert. Al segle xvii, els mecanismes d'instruments de teclat com el clavicordi i el clavecí eren ben coneguts. En un clavicordi les cordes són colpejades per les tangents, mentre que en un clavecí són pressionades per plomes d'ànec. Segles de treball sobre el mecanisme del clau, en particular, han mostrat els mitjans més eficaços per construir la caixa de ressonància, el pont i el teclat.

## Tipus

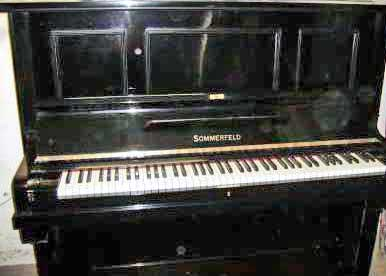
Piano vertical

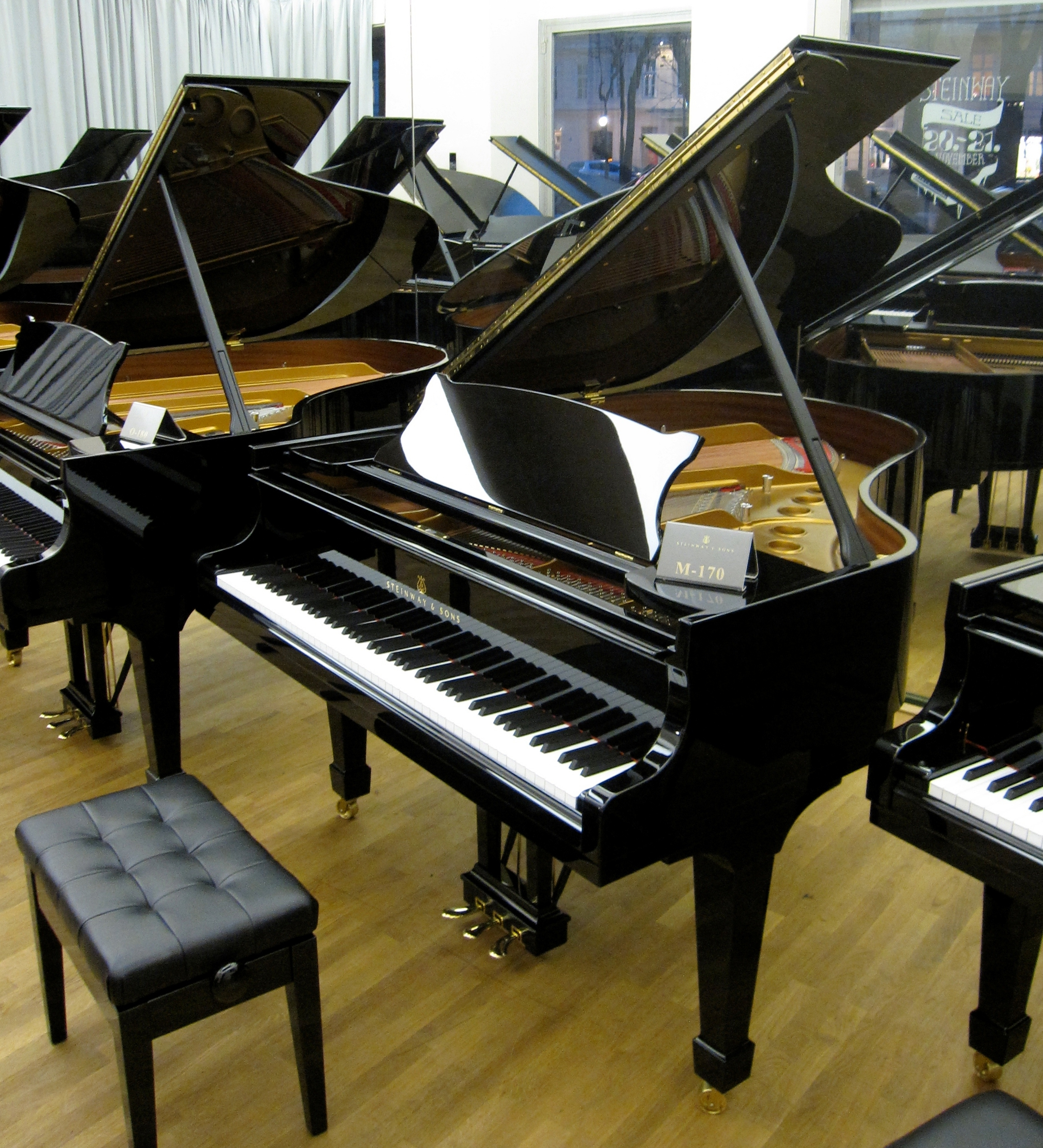
Un piano de cua de la casa Steinway & Sons

El piano es construeix en dues modalitats principals. Una és el piano de cua i l'altre el piano vertical; actualment també se'n construeixen d'electrònics. Cal considerar d'altres tipus, com la pianola.

### Piano de cua
Un piano de cua és un tipus de piano en què les cordes i la caixa de ressonància es troben en posició horitzontal. Els pianos de cua tenen una tapa superior que es pot obrir, de manera que els sons produïts per les cordes surten a l'exterior sense barreres de cap mena.
Es fabrica en diferents mides. El més gran és el piano de gran cua o piano de concert i té una considerable longitud, la qual cosa comporta una sonoritat adequada per a grans sales i auditoris. Les altres variants són més curtes, com el piano de tres quarts de cua, mitja cua, d'un quart de cua, o el més curt, el denominat "colí". Els pianos de cua tenen una coberta que es pot obrir, per tal de projectar millor el so de la tapa harmònica cap a l'auditori. La seva mida pot variar depenent del fabricant i tipus de piano de cua fabricat, però solen oscil·lar entre els valors següents:
- Piano de cua mignon: fins a 130 cm de longitud.
- Piano d'un quart de cua. De 131 fins a 189 cm de longitud.
- Piano de mitja cua. De 190 fins a 225 cm de longitud.
- Piano de tres quarts de cua. De 226 fins a 255 cm de longitud.
- Piano de gran cua. Superiors a 256 cm de longitud.

Totes les fàbriques de pianos produeixen pianos excepcionals artcase. Alguns només tenen decoracions o modificacions espectaculars dels pianos ordinaris com peus treballats, marqueteria, pintura o revestiment. Altres són modificacions radicals com el Pegasus de Schimmel o M. Liminal dissenyat per NYT Line i fabricat per Fazioli.

### Piano vertical o piano de paret

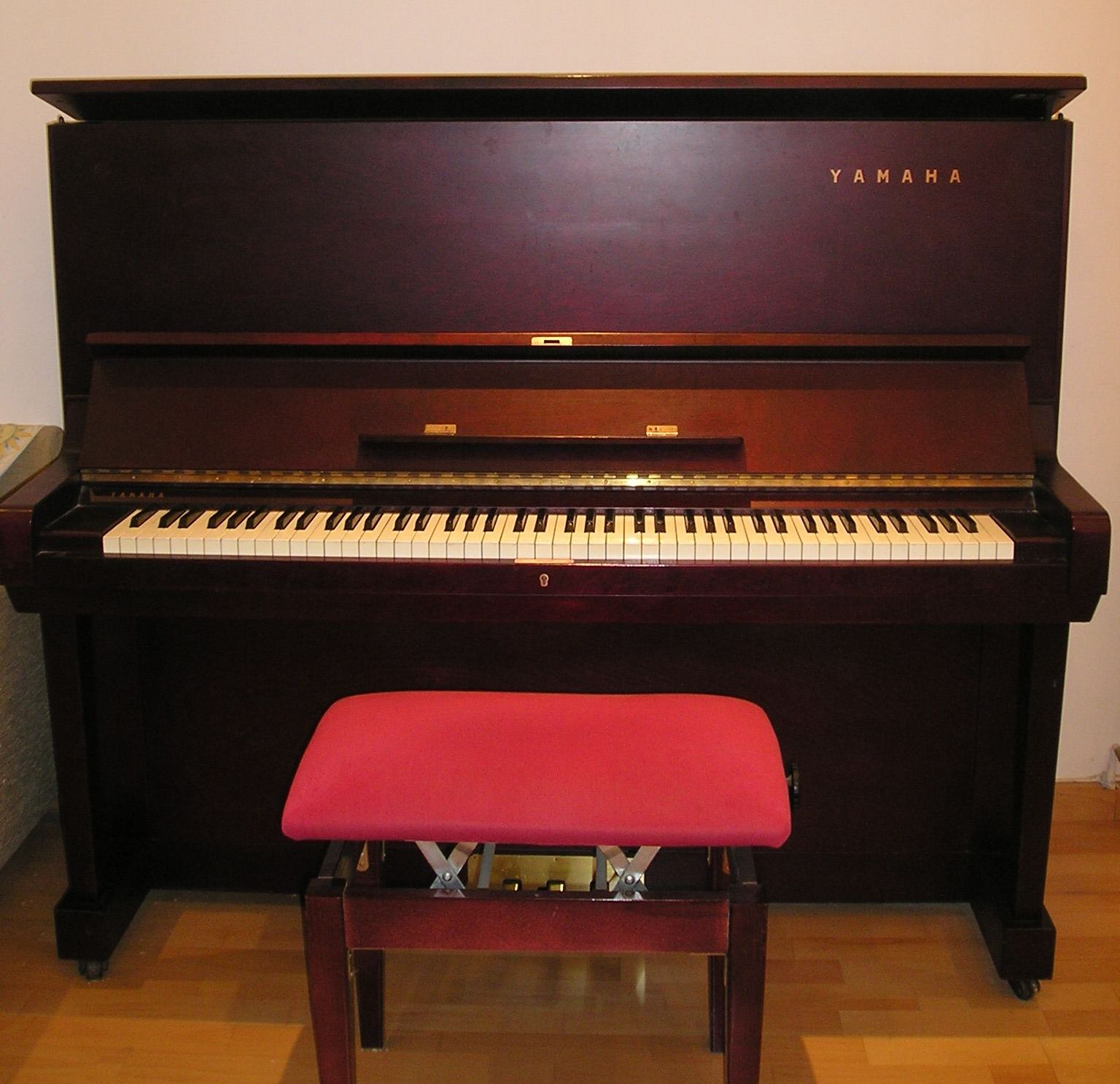
Piano vertical o de paret

El piano vertical es caracteritza per tenir les cordes, els martellets i la caixa de ressonància en posició vertical, perpendicular al pis. Constitueix una variant de menys sonoritat i més econòmica, adequada per a l'estudi, i es fabrica per col·locar-lo principalment en cases o aules on no hi ha espai per a un piano de cua.
De manera general es poden dividir entre quatre tipus diferents depenent de la seva mida:
- Piano vertical espineta: el més petit en la seva categoria amb un so característic, piano de màquina indirecta (vol dir que el mecanisme es troba per sota del teclat). La seva alçada és menor a 98 cm.
- Piano vertical consola: són pianos de màquina directa, és a dir, el mecanisme està al mateix nivell del teclat. De 98 a 109 cm d'alçada.
- Piano vertical d'estudi: són pianos de màquina directa, amb el mecanisme una mica més elevat del nivell del teclat. Aquesta característica proporciona a l'intèrpret una major seguretat. De 110 a 139 cm d'alçada.
- Piano vertical antic: són pianos amb una gran capacitat acústica, de màquina directa encara més elevada que el piano d'estudi. La seva mesura d'alçada és molt variable depenent del fabricant, però sol tenir més de 140 cm d'alçada.[9]

### Piano electrònic
El piano electrònic és una invenció del segle xx. Té la mateixa aparença del piano. A més, pot reproduir el so de diferents instruments i moltes vegades incorpora cançons i ritmes predeterminats.
Aparegut en la segona meitat del segle xx, no és pròpiament un piano (atès que no és un instrument de corda), sinó que el so prové de mitjans de síntesi electrònica. Malgrat això, ha arribat a un grau de perfeccionament important quant a la seva semblança tímbrica i dinàmica amb els pianos acústics. A més, el teclat imita la resistència mecànica dels martells d'un piano acústic amb un mecanisme de contrapesos. De tota manera, el seu estat evolutiu no permet, encara, substituir el piano acústic.
Els ritmes que venen incorporats serveixen per tocar els acords amb una sola tecla en diferents estils. Algunes tenen tot un sistema educatiu, com el Yamaha Education System, el sistema d'aprenentatge de Casio o el DoReMi de Roland. Amb aquests sistemes educatius es poden aprendre cançons, perquè el sistema indica la tecla a pressionar. Es poden practicar fragments de cançó, inclòs. Alguns models porten incorporat un metrònom per poder sincronitzar exactament amb la velocitat de la melodia. L'intèrpret pot guardar cançons tocades per ell mateix, per tornar a escoltar després. També podeu gravar la melodia per a cada mà independentment. Hi ha varietats que són sensibles al tacte, és a dir, detecten la velocitat amb què són baixades les tecles, com en un piano real i actuen en conseqüència, reproduint el so amb més o menys força, segons el cas.
Existeixen teclats electrònics que compten amb una pantalla LCD en la qual es pot apreciar el pentagrama, la nota premuda (en un teclat dibuixat) i les cançons. Tenen accessoris opcionals com el pedal i el cable per connectar amb un ordinador i es poden transferir cançons a través del mateix. També es poden enviar cançons des del teclat cap a l'ordinador per mitjà d'un programari d'autoria de MIDI (MIDI authoring). Altres accessoris són el faristol per col·locar i la base per a les partitures.
La qualitat del seu so no és la mateixa d'un piano normal i la força amb què es toquen les tecles també és diferent, encara que el seu preu és molt menor.

### Altres tipus

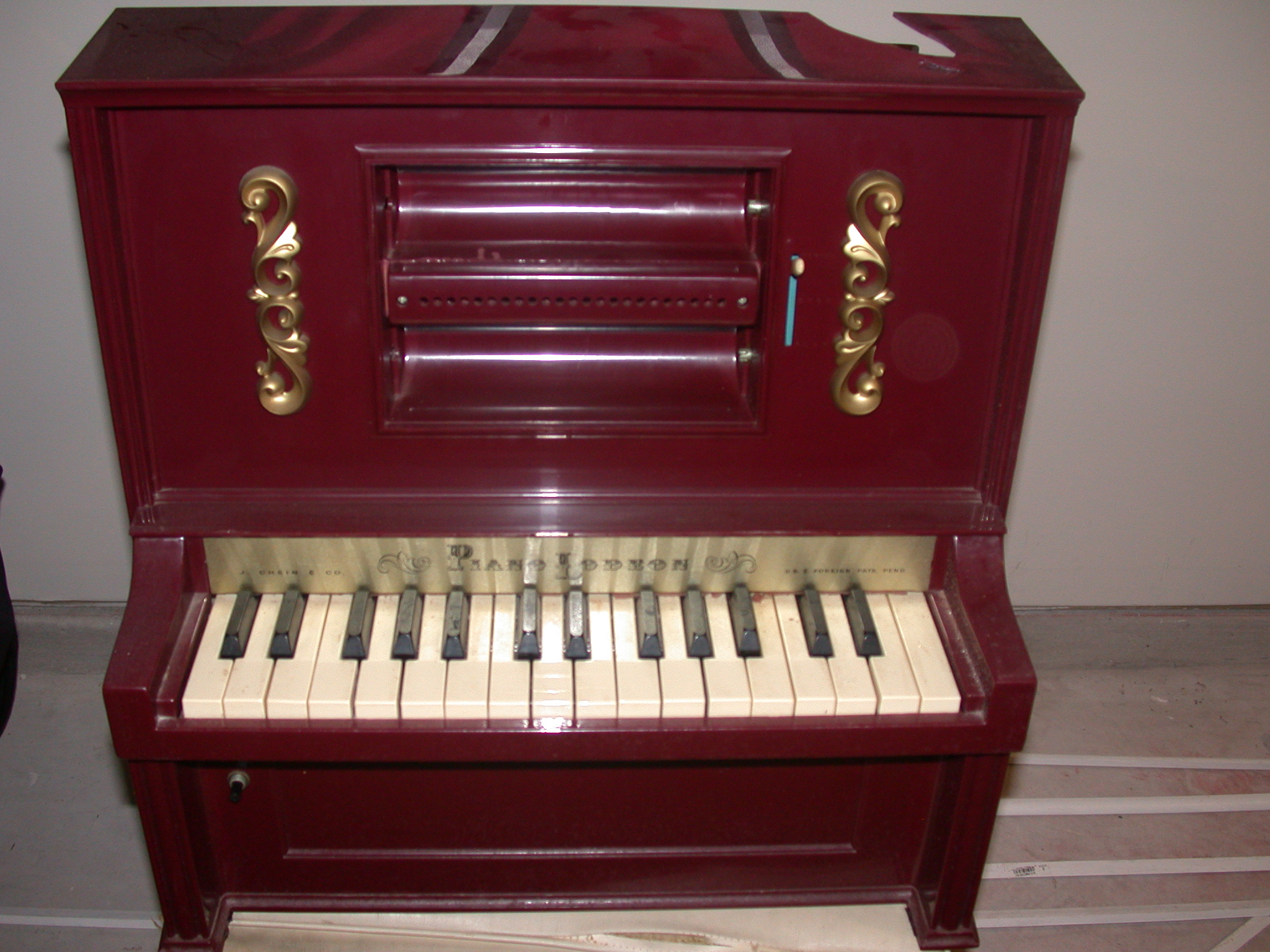
Un piano vertical de joguina; aquest tipus de piano va ser un invent d'Albert Schoenhut.

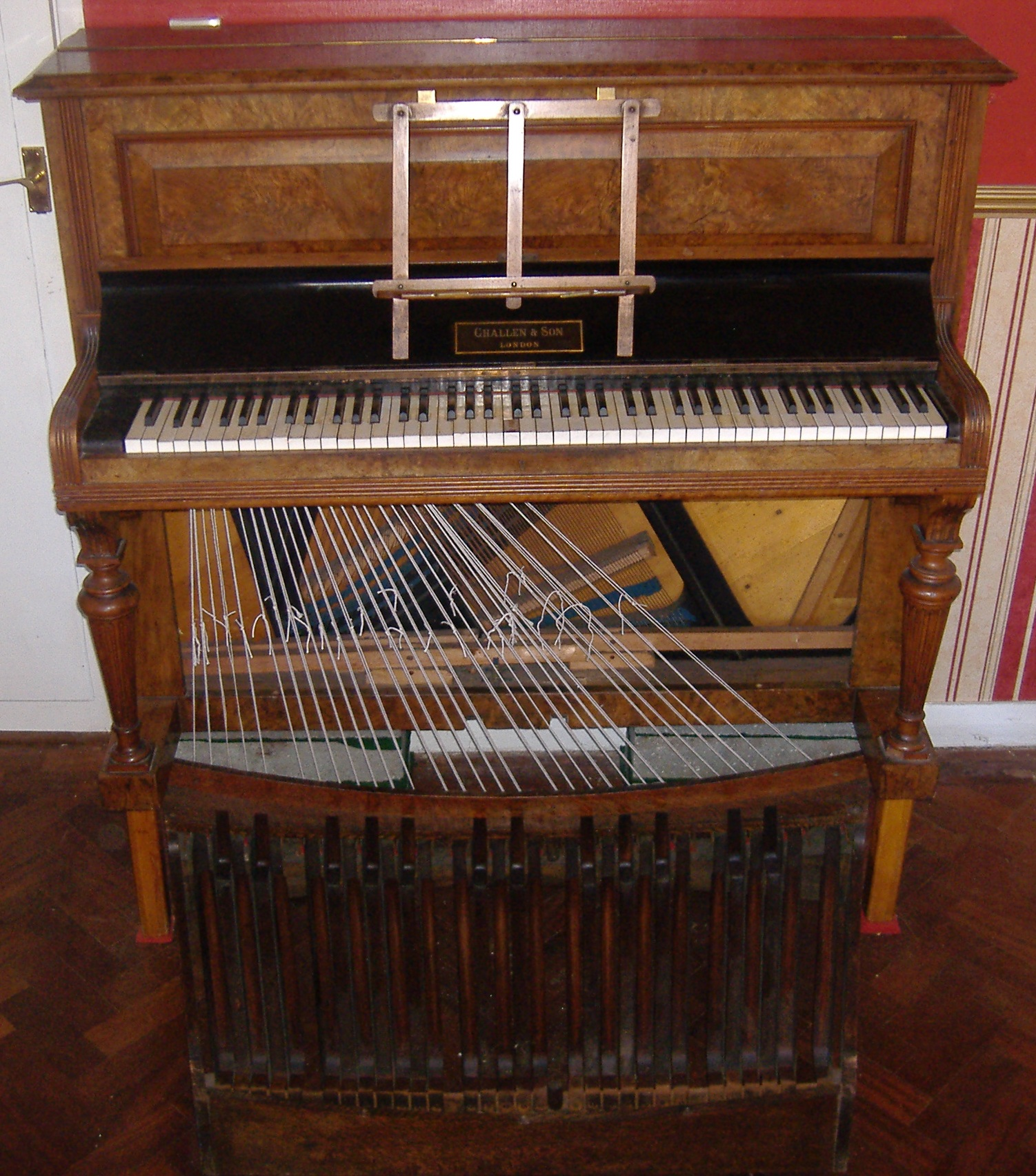
Un piano amb pedals vertical

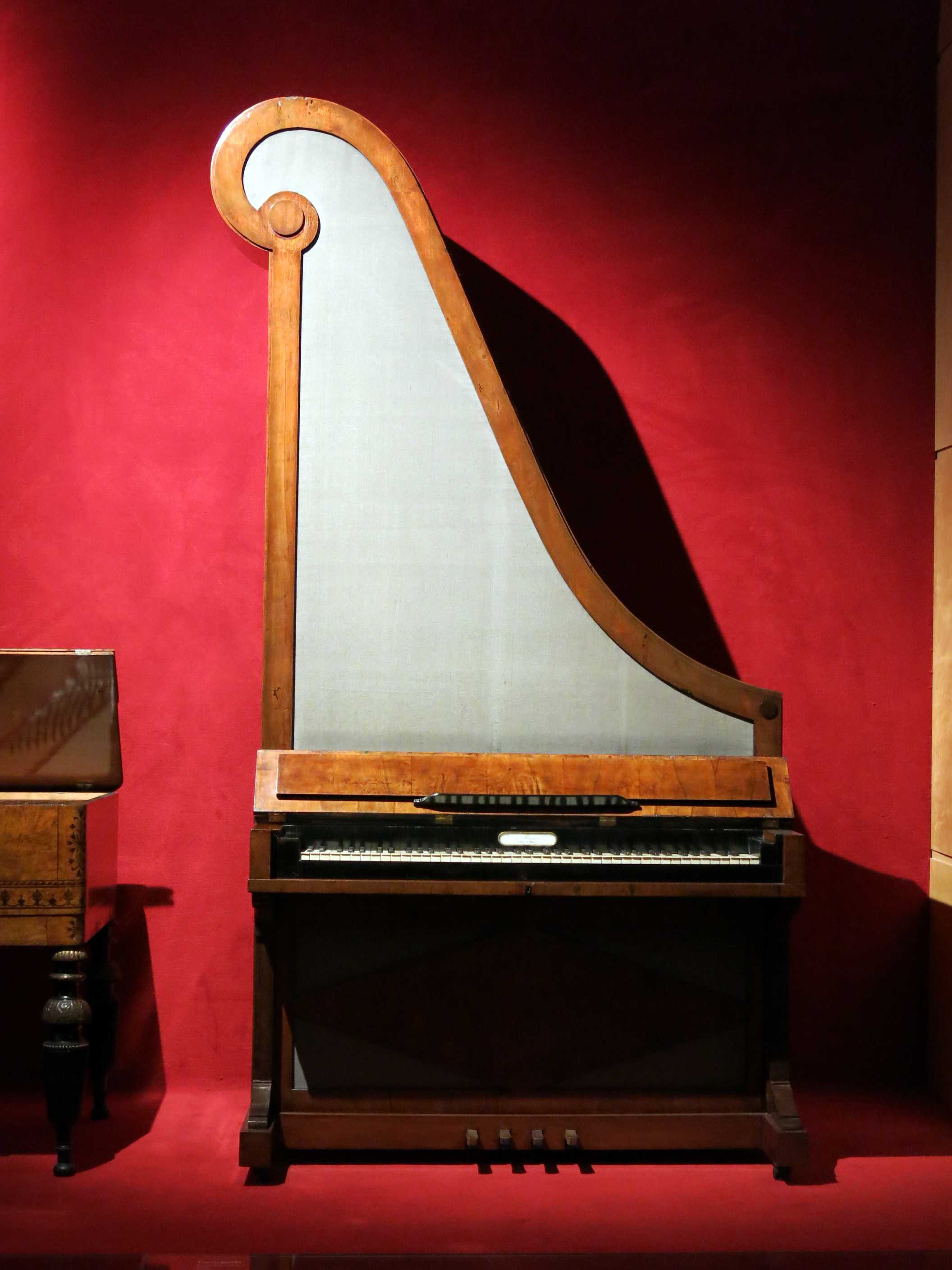
Piano girafa al Museu de la Música

El piano de joguina va ser inventat per Albert Schoenhut el 1872 i va començar a ser fabricat a finals del segle xix. És utilitzat en certes obres de la música contemporània, com per exemple en les interpretacions de les obres de John Cage per Margaret Leng Tan, així com per certs artistes populars com Pascal Comelade i Pascal Ayerbe.
En 1863, Henri Fourneaux inventar la pianola que és un piano que reprodueix de forma automàtica, usant dispositius pneumàtics, les notes escrites en un rotlle perforat sense necessitat d'un pianista. Un equivalent modern a la pianola és el sistema Yamaha Disklavier que utilitza solenoides i fitxers MIDI en lloc dels dispositius pneumàtics i els rotlles perforats. El piano silenciós, que permet que un piano normal sigui utilitzat com un instrument digital, és un invent recent, però s'ha fet molt popular.
Irving Berlin va utilitzar per compondre amb més facilitat un instrument anomenat piano transpositors, creat el 1801 per Edward Ryley. Aquest instrument podia canviar de tonalitat en accionar una palanca situada sota del teclat. Un dels pianos utilitzats per Berlín es troba en el Smithsonian Museum. En la major part de la seva carrera, Berlín només va saber utilitzar les tecles negres del piano, però amb aquest piano modificat no va tenir limitacions amb la tecla del fa♯.
El piano preparat és un invent relativament recent, que és utilitzat en la música contemporània. Aquest instrument és un piano de cua normal en el qual s'han col·locat objectes en l'interior per a alterar-ne el so o al qual s'ha modificat el mecanisme d'alguna manera. Les partitures de les obres per a pianos preparats sovint instrueixen el pianista sobre com inserir petites peces de goma o metall, com caragols o volanderes, enmig de les cordes. Aquests elements afegits redueixen el so de les cordes o creen sons poc corrents a causa de l'alteració de la vibració d'aquestes.
El piano girafa o piramidal és un piano de cua, creat el 1735, amb la caixa de ressonància en posició vertical cap amunt, perpendicular al teclat. El seu nom li ve de la similitud que guarda la seva decoració, composta per una voluta formada per la intersecció del costat corb amb el costat recte, amb una girafa. L'objectiu de col·locar la caixa en forma vertical era reduir el volum del moble de l'instrument, però tenien l'inconvenient de ser massa alts. Aquest problema es va solucionar baixant la caixa fins a terra i creuant les cordes perquè ocuparan menys espai.
El piano rectangular és un tipus de piano que té les cordes horitzontals disposades en diagonal a través de la caixa de ressonància rectangular per sobre dels martells i amb el teclat fixat en el costat llarg. El piano amb pedals és un tipus de piano que inclou un pedaler, habilitant el registre greu per ser interpretat amb els peus igual que un orgue comú.

## Famosos fabricants de pianos
- August Förster (1859)
- Baldwin (1890)[cal citació]
- Bechstein (1853)[cal citació]
- Bösendorfer (1828)[cal citació]
- John Broadwood (1783)
- Calisia (1873)[cal citació]
- Érard (1777)
- Fazioli (1978)[cal citació]
- Feurich (1851)[cal citació]
- Gaveau (1847)[cal citació]
- Grotrian[cal citació]
- Kawai (1930)
- Petrof (1864)[cal citació]
- J.A. Pfeiffer (1862)[cal citació]
- Pleyel (1807)
- Samick (1958)[cal citació]
- Sauter (1819)[cal citació]
- Schimmel (1885)[cal citació]
- Steinway & Sons (1853)
- Stuart and Sons[cal citació]
- Yamaha (1889)
- Young Chang (1956)[cal citació]
- Wurlitzer

## Pianistes il·lustres
Categoria principal: pianistes
- Vladímir Aixkenazi
- Martha Argerich
- Claudio Arrau
- Daniel Barenboim
- Ludwig van Beethoven
- Jorge Bolet
- Alfred Brendel
- John Carmichael
- Ray Charles
- Frédéric Chopin
- Alfred Cortot
- Scott D.Davis
- Jörg Demus
- Bill Evans
- Anna Federova
- Emil Gilels
- Glenn Gould
- Joe Hisaishi
- Vladimir Horowitz
- Keith Jarrett
- Scott Joplin
- Ievgueni Kissin
- Jerry Lee Lewis
- Dinu Lipatti
- Franz Liszt
- Little Richard
- Radu Lupu
- Arturo Benedetti Michelangeli
- Thelonious Monk
- Johann Wolfgang Amadeus Mozart
- Avery Parrish
- Maria Joao Pires
- Maurizio Pollini
- Serguei Rakhmàninov
- Sviatoslav Richter
- Arthur Rubinstein
- Nina Simone
- Grigory Sokolov
- Art Tatum

## Pianistes dels Països Catalans
Categoria principal: pianistes de l'àmbit catalanoparlant
- Jordi Giró

- Isaac Albéniz
- Enric Granados
- Ricard Viñes i Roda
- Alícia de Larrocha i de la Calle
- Albert Guinovart
- Miquel Farré i Mallofré
- Ramon Coll
- Eulàlia Solé i Olivart
- Rosa Sabater
- Tete Montoliu
- Àngel Soler
- Joan Moll
- José Iturbi
- Daniel Blanch
- Carles Lama
- Sofia Cabruja
- Josep Vila i Casañas [cal citació]
- Josep Surinyach[cal citació]

- Laia Armengol[cal citació]

- Marta Ninou [cal citació]

- Duo Vela[cal citació]

- Joan-Pau Chaves i Vivancos[cal citació]

- Narcisa Freixas i Cruells[cal citació]

- Mercè Torrents i Turmo[cal citació]
- Pau Casan i Bonet[cal citació]
- Sergi Carbonell[cal citació]
- Guillem Boada[cal citació]
- David Malet
- Frederic Mompou
- Jordi Arquimbau[cal citació]
- Mercè Parellada[cal citació]
- Anna Monfort[cal citació]
- Manel Camp
- Toni Saigi i Abril "Chupi"[cal citació]
- August Tharrats[cal citació]
- Narcís Bonet